# Chiesa di Sant'Andrea a Luiano
La chiesa di Sant'Andrea a Luiano è un luogo di culto cattolico situato nel comune di San Casciano in Val di Pesa.

## Storia
La chiesa era situata nella corte castrense di Luiano, nominato quale possesso carolingio nel luglio 1093. La prima menzione della chiesa risale ad un documento spedito da Papa Adriano IV alla pieve dell'Impruneta in cui si confermavano i diritti della pieve sulle suffraganee. In un documento datato 12 ottobre 1160 il patronato della chiesa fu passato alla Badia a Passignano da Papa Alessandro III, ma in un documento del 1291 Papa Niccolò IV la confermava nuovamente alla pieve dell'Impruneta.
Nelle tasse da pagare per il mantenimento dell'esercito fiorentino nel 1260 risulta che il popolo della chiesa non navigava in buone acque tanto che il suo rettore Cambio Martelli si impegnava a pagare solo 3 staia di grano, nelle decime del 1296 e del 1303 la chiesa pur non esente non era in grado di pagare alcunché.
Il fatto di essere poco redditizia consentì però ai popolani di avere una certa autonomia tanto che riunitosi presso la chiesa il 30 maggio 1318 elessero autonomamente il loro rettore.

Nonostante le esigue rendite presso la chiesa era attivo un romitorio agostiniano e nel 1338 venne acquistata una campana sulla quale è incisa la seguente iscrizione: 
La chiesa venne annessa alla pieve dell'Impruneta nel 1575. Nel 1635 il campanile venne dotato di una seconda campana e venne anche rialzato.
Gravemente danneggiata dal terremoto del 18 maggio 1895, venne inizialmente sommariamente restaurata. Un restauro più completo venne eseguito subito dopo la seconda guerra mondiale dalla architetto Guido Morozzi.
Nel 1961 la chiesa venne annessa alla chiesa di San Giorgio in Poneta e nel 1986 alla chiesa di Mercatale Val di Pesa.

## Descrizione

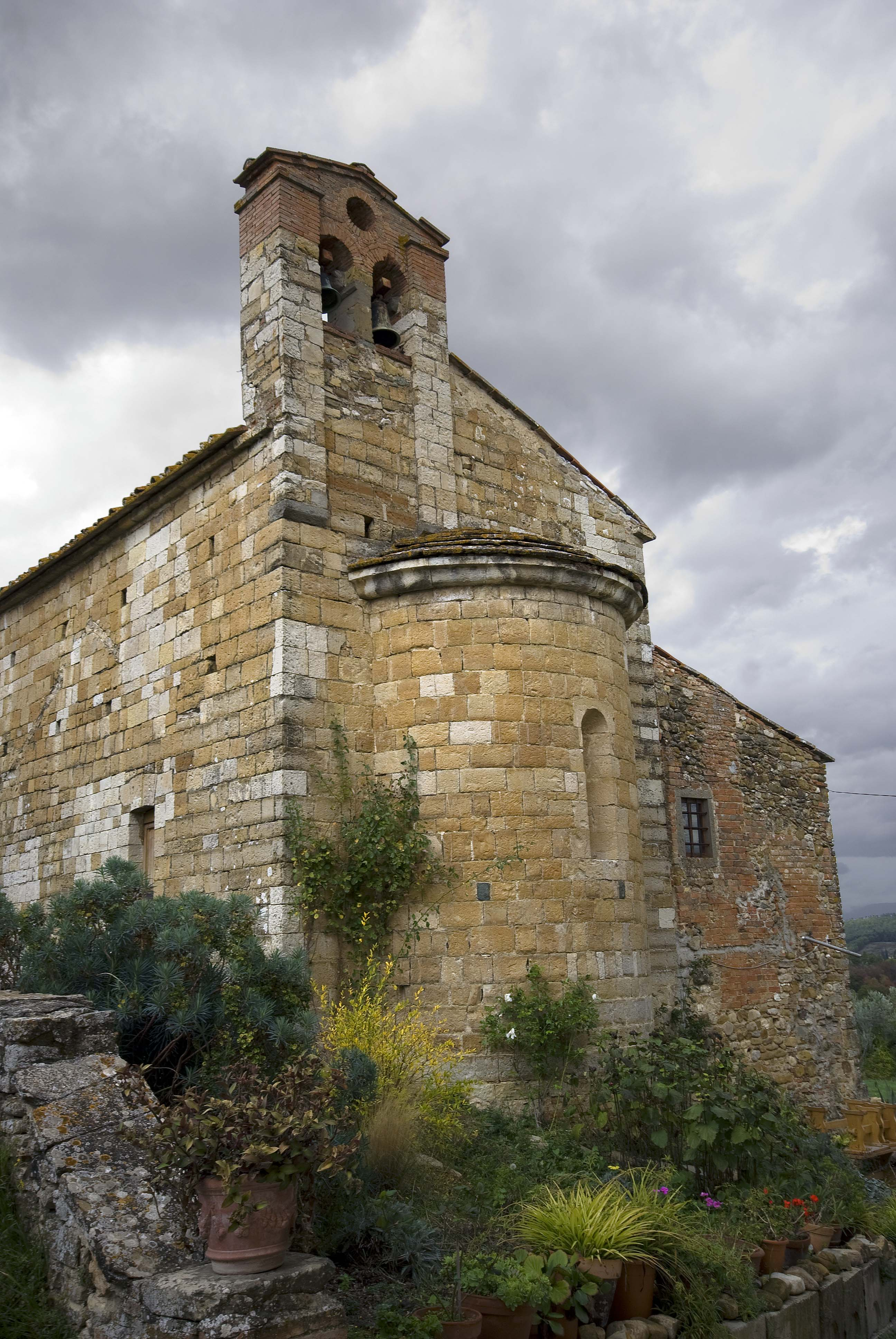
La tribuna

La chiesa sorge isolata dall'abitato di Luiano. È costituita da un'aula rettangolare a navata unica, coperta a tetto e dotata di un'abside semicircolare. Grazie ai restauri effettuati dopo la seconda guerra mondiale si possono vedere le linee generali e i dettagli. Viene datata tra la fine del XII secolo e l'inizio del XIII secolo.

### Esterno
La facciata a capanna è costituita da un portale con architrave in arenaria e da un arco a tutto sesto sovrastati da una monofora architravata. Sul fianco posto a sud si apre un portale laterale, probabilmente coevo alla costruzione dell'edificio. Il portale è architravato e archivoltato; accanto ad esso il paramento murario appare rifatto, infatti fino all'ultima guerra alla chiesa si appoggiava la canonica.
Il fianco nord è privo di aperture e vi appaiono ricuciture del paramento realizzate con barre di arenaria e tamponate con detriti; ad esso si appoggia la sagrestia.
Di maggiore importanza è la tribuna dove sono collocati l'abside e il campanile a vela biforo. L'abside semicilindrica è aperta da una monofora coronata da un archivolto monolitico ed è concluso da una cornice a gola dritta; per la realizzazione è stato usato del serpentino, una pietra non disponibile nella zona, e alcune bozze di calcare di colore più chiaro. Sul fianco sinistro si eleva il campanile. Della struttura originale del campanile rimangono solamente due pilastrini di calcare e la colonnetta che ora è stata riconvertita in leggio ed è collocata all'interno.
La colonnetta mostra dei chiari segni di erosione tale da far collocare la sua posizione iniziale all'esterno; è sormontato da un capitello di stile lucchese che è decorato con foglie d'acanto disposte agli angoli e da quattro teste antropomorfe che sporgono dal kàlathos.

### Interno
Recentemente restaurato, l'interno presenta un paramento murario regolare in calcare, tranne in alcuni punti: la calotta absidale, incorniciata da un perfetto arco a tutto sesto, è rivestita con ciottoli di fiume affogati nella malta; l'arco del portale della controfacciata è realizzato con pietre di serpentino.
Nelle pareti ai lati dell'abside sono stati realizzati due piccoli tabernacoli: quello di destra in epoca rinascimentale; quello di sinistra risale al XIV secolo. Un'altra monofora simile a quella posta in facciata si apre sulla parete di destra.
Le pareti laterali sono realizzate con conci di alberese di coloro ocra spianati ad ascettino, quelli originali sono di tonalità più scura mentre quelli ripristinati sono più chiari,
Le superfici delle pareti laterali erano decorate a monocromo e, dopo i lavori di restauro effettuati dalla Soprintendenza che hanno comportato lo stonacamento, sono apparsi tracce di affreschi risalenti al XIV secolo. Il frammento più importante in cui è raffigurato Sant'Andrea è attribuito ad un ignoto maestro di scuola fiorentina ed adesso è esposto nel Museo di San Casciano.